# Laszkarisz Eudokia, a Konstantinápolyi Latin Császárság régensnéje
Laszkarisz Eudokia (Eudoxia) (1210/12 – 1247/1253) vagy Zsófia, franciául: Eudoxie (Sophie) Lascarine, görögül: Ευδοκία/Ευδοξία (Σοφία) Λασκαρίνα, nikaiai (bizánci) császári hercegnő, a Latin Császárság régensnéje, Tzurulosz kormányzónéja Kis-Ázsiában. A Laszkarisz-ház tagja. Laszkarisz Irén nikaiai császárné és Laszkarisz Mária magyar királyné húga, valamint IV. Béla magyar király sógornője. Cayeux-i Anseau, a Konstantinápolyi Latin Császárság régense felesége.

## Élete
Apja I. Teodor nikaiai császár, anyja Angelina Anna bizánci császári hercegnő, III. Alexiosz bizánci császár lánya.
Laszkarina Eudokia 1222-től 1226-ig Róbert latin császárnak volt a kijelölt menyasszonya, aki Courtenay Mária (1204 körül–1228) nikaiai császárnénak, Eudokia mostohaanyjának volt a bátyja. Apja halála után két nagybátyja, Laszkarisz Alexiosz és Laszkarisz Izsák elrabolták, és Konstantinápolyba vitték unokahúgukat. A császári esküvő végül elmaradt, és Róbert császár titokban feleségül vette szerelmét, az ismeretlen keresztnevű Neufville úrnőt, Neufville-i Balduin artois-i lovag lányát. 1226-tól 1229-ig pedig Zsófia néven II. Frigyes osztrák herceggel járt jegyben Eudokia, de az osztrák herceg végül nem őt, hanem Ágnes meráni hercegnőt, Gertrúd magyar királyné bátyjának, I. Ottó meráni hercegnek a lányát vette feleségül, így ez a kapcsolat is szakítással végződött.
1230 körül feleségül ment Cayeux-i (V.) Anseau-hoz (1185/1205–1273/76), a Latin Császárság kamarásához, aki ezzel a házassággal alapozta meg későbbi karrierjét.
Anseau és Eudokia házasságából egy leány, Eudokia (Mária) (–1275 előtt) született, akinek a férje Dreux de Beaumont (–1276/77), Sainte-Geneviève ura, a Szicíliai Királyság marsallja volt, és házasságukból öt gyermek származott.
V. Anseau Eudokia hercegnővel kötött házasságának köszönhetően lehetett a Latin Császárság régense 1237 és 1238 között Brienne-i János társcsászár halála után Róbert császár öccsének, II. Balduinnak a távolléte idején.
Eudokia halála után férje újranősült, és feleségül vette Angelina Mária (–1285 után) bizánci császári hercegnőt, Angelosz János (–1254 előtt) bizánci császári hercegnek, aki II. Izsák bizánci császár és Árpád-házi Margit bizánci császárné fia volt, a lányát.  Ebből a házasságából Anseau-nak két fia született.

## Gyermeke
- Jegyese II. (Harcias) Frigyes (1211–1246) osztrák herceg
- Férjétől, Cayeux-i (V.) Anseau-tól  (1185/1205–1273/76), a Konstantinápolyi Latin Császárság régensétől, 1 leány:
  - Eudokia (Mária) (–1275 előtt), férje Dreux de Beaumont (–1276/77), Sainte-Geneviève ura, a Szicíliai Királyság marsallja, 5 gyermek:
    - Ádám (–1278)
    - János, Sainte-Geneviève ura, utódok
    - Johanna
    - Lajos, Sainte-Geneviève ura, felesége Jeanne le Bouteiller
    - Gillette (–1304), a párizsi St-Antoine-des-Champs apátnője